# Chodsigoa hypsibia
Chodsigoa hypsibia är en däggdjursart som först beskrevs av de Winton 1899.  Chodsigoa hypsibia ingår i släktet Chodsigoa och familjen näbbmöss. IUCN kategoriserar arten globalt som livskraftig. Inga underarter finns listade i Catalogue of Life.
Denna näbbmus förekommer i bergstrakter och kulliga områden i centrala och nordöstra Kina. Utbredningsområdet ligger 300 till 3500 meter över havet. Habitatet utgörs av skogar och buskskogar.
Chodsigoa hypsibia blir 73 till 99 mm lång (huvud och bål), har en 60 till 80 mm lång svans och 15 till 18 mm långa bakfötter. Pälsfärgen är på ryggen gråbrun och undersidan är täckt av mera brunaktig päls. Dessutom är svansen uppdelad i en grå ovansida och en vit undersida. Arten har en avplattad skalle.